# Гутьеррес де ла Фуэнте, Антонио
Анто́нио Гутье́ррес де ла Фуэ́нте (исп. Antonio Gutiérrez de la Fuente; 8 сентября 1796 — 14 марта 1878) — перуанский политик, военный. C июня по сентябрь 1829 года был президентом Перу.

## Биография
Антонио Гутьеррес де ла Фуэнте Родился в Перу в провинции Тарапака (сейчас Чили) в семье испанца Луис Гутьеррес-де-Отеро-и-Мартинес-дель-Кампо. Начал военную службу с 1813 года в испанской армии. В 1817 году был захвачен войсками Сан-Мартина и отправлен в заключение в Буэнос-Айрес. После освобождения активно участвовал в движении за свержение президента Хосе де ла Мара, назначался вице-президентом.
Участвовал в свержении президента Хосе де ла Мара, после чего с 7 июня 1829 года по 1 сентября 1829 года был президентом Перу до прихода к власти Августина Гамарры.
Принимал участие в гражданской войне 1834 года, в войне против Перу-боливийской конфедерации, в годы анархии (1842—1843) назначался главнокомандующим и военным министром.
Дважды был мэром Лимы (1864—1866 и 1868—1869) и сенатором Тарапаки (исп. Tarapaca) (1872—1878). Скончался в Лиме в 1878 году.
Был женат на Мерседес Субират-и-Коссио (Mercedes Subirat y Cossío). В семье было двое детей: Santa Cruz Gutiérrez de la Fuente y Subirat и Máxima Amalia Gutiérrez de la Fuente y Subirat.